# Bancar (Purbalingga)
Bancar is een bestuurslaag in het regentschap Purbalingga van de provincie Midden-Java, Indonesië. Bancar telt 3815 inwoners (volkstelling 2010).